# Delphinium recurvatum
Delphinium recurvatum là một loài thực vật có hoa trong họ Mao lương. Loài này được Greene mô tả khoa học đầu tiên năm 1889.